# Valenza
Valenza je italská obec v provincii Alessandria v oblasti Piemont.
K 31. prosinci 2010 zde žilo 20 169 obyvatel.

## Historie
Pevnost Ligurů byla dobyta Římany ve 2. století př. n. l. a stala se fórem známým jako Forum Fulvii Valentinum, které mělo právní jurisdikci a trh. Po pádu Západořímské říše se většina obyvatel přesunula z kopců původního osídlení do oblasti, kde se dnes nachází současné město. Valenza byla zpustošena Burgundy a následně ovládána Langobardy. Po franské invazi do severní Itálie se stala součástí Montferratského markrabství.
Ve stínu mocného sousedního města Alessandrie přitahovala Valenza pozornost Galeazza I. Viscontiho, vévody milánského, jehož pokus o dobytí města však selhal. Přesto se Viscontiům podařilo Valenzu v roce 1370 ovládnout. Později byla město dvakrát vypleněno francouzskými vojsky (1499 a 1515) a znovu dobyto Španěly pod vedením Karla V. v roce 1521. Už v roce 1523 jej však opět obsadili Francouzi, ale tentýž rok bylo navráceno Karlu V. Roku 1557 znovu padlo do francouzských rukou, ale v roce 1559 bylo Smlouvou z Cateau-Cambrésis definitivně přiřčeno Španělsku.
V roce 1635, během třicetileté války, odolávala Valenza 60 dní obléhání francouzských, parmských a savojských vojsk. Během pozdější francouzsko-španělské války (1635–1659) se ubránila dalšímu francouzskému obléhání v roce 1641, ale v roce 1656, po 70 dnech obléhání, kapitulovala před francouzskými, savojskými a modenskými vojsky.
Valenza byla znovu obléhána v roce 1696, avšak tentokrát se Francouzům a Savojcům město dobýt nepodařilo. Během války o španělské dědictví bylo roku 1707 dobyto Viktorem Amadeem II. Savojským, který své vlastnictví města potvrdil roku 1713 Utrechtskou smlouvou. Od té doby Valenza následovala osud Piemontsko-sardinského království a po roce 1861 se stala součástí Italského království.
Od roku 1988 město Valenza ve spolupráci s Bratrstvem sv. Bernardina každoročně uděluje sošku svatého Eligia nejlepšímu šperkaři. Toto ocenění je určeno řemeslníkům, kteří přispívají k budování pověsti Valenzy jako hlavního města italského šperkařství.

## Sousední obce
Alessandria, Bassignana, Bozzole, Frascarolo, Giarole, Mirabello Monferrato, Pecetto di Valenza, Pomaro Monferrato, San Salvatore Monferrato, Suardi, Torre Beretti e Castellaro